# Sieneke
Sieneke Clasina Gerdina Peeters (Nijmegen, 1 april 1992) is een Nederlands zangeres. In 2010 vertegenwoordigde ze Nederland op het Eurovisiesongfestival.

## Biografie
Sieneke groeide op in een hecht gezin met haar moeder, vader en een broertje. Als kind was ze al bezig met dansen en zingen. Sieneke mocht zingen op feestjes op diverse plekken in het land. Bij een van haar optredens in Dordrecht werd ze door Marianne Weber ontdekt.

## Carrière
In 2007 bracht de Nijmeegse zangeres een cd uit met zes covers van jaren 80 nummers. De cd It's my dream werd in eigen beheer uitgegeven. Ze volgde de kappersopleiding aan het ROC Nijmegen.
In 2010 deed ze mee aan het Nationaal Songfestival waar alle deelnemers een versie van het door Pierre Kartner geschreven lied Ik ben verliefd (sha-la-lie) uitvoerden. Sieneke won nadat ze door Kartner als winnaar aangewezen werd toen zowel het jury-oordeel als de stemmen van het publiek niet de doorslag gaven. Pierre kon geen beslissing nemen waarna hij eindigde met de legendarische woorden: doe dan maar Sieneke. Hierdoor was ze de Nederlandse vertegenwoordiger op het Eurovisiesongfestival 2010 in Oslo, waar zij de finale niet haalde. Hiermee was ze de zesde Nederlandse deelnemer op rij die zich niet wist te plaatsen voor de finale. Tijdens de halve finale werd ze 14e van de 17 deelnemers met 29 punten. 
Begin 2011 deed Sieneke mee aan het SBS6-programma Sterren Dansen op het IJs. In dit programma werd zij vierde. Sieneke werd in de kwartfinale verslagen door zangeres Monique Smit. In augustus van het jaar verbraken Sieneke en Marianne Weber de zakelijke banden. In 2015 was Sieneke te zien in het RTL 5 programma Shopping Queens VIPS. Ze eindigde op de vierde plek.
In 2021 was Sieneke een van de deelnemers van het 21e seizoen van het RTL 4-programma Expeditie Robinson. Ze viel als vierde af en eindigde daarmee op de 23e plaats. Ook was ze dat jaar een secret singer in het televisieprogramma Secret Duets. In 2025 was Sieneke te zien als gastartiest in het televisieprogramma Het Holland Huis.

## Privé
Peeters trouwde in 2013 en heeft een dochter en een zoon. In de zomer van 2023 maakte Peeters bekend te gaan scheiden.

## Foto's

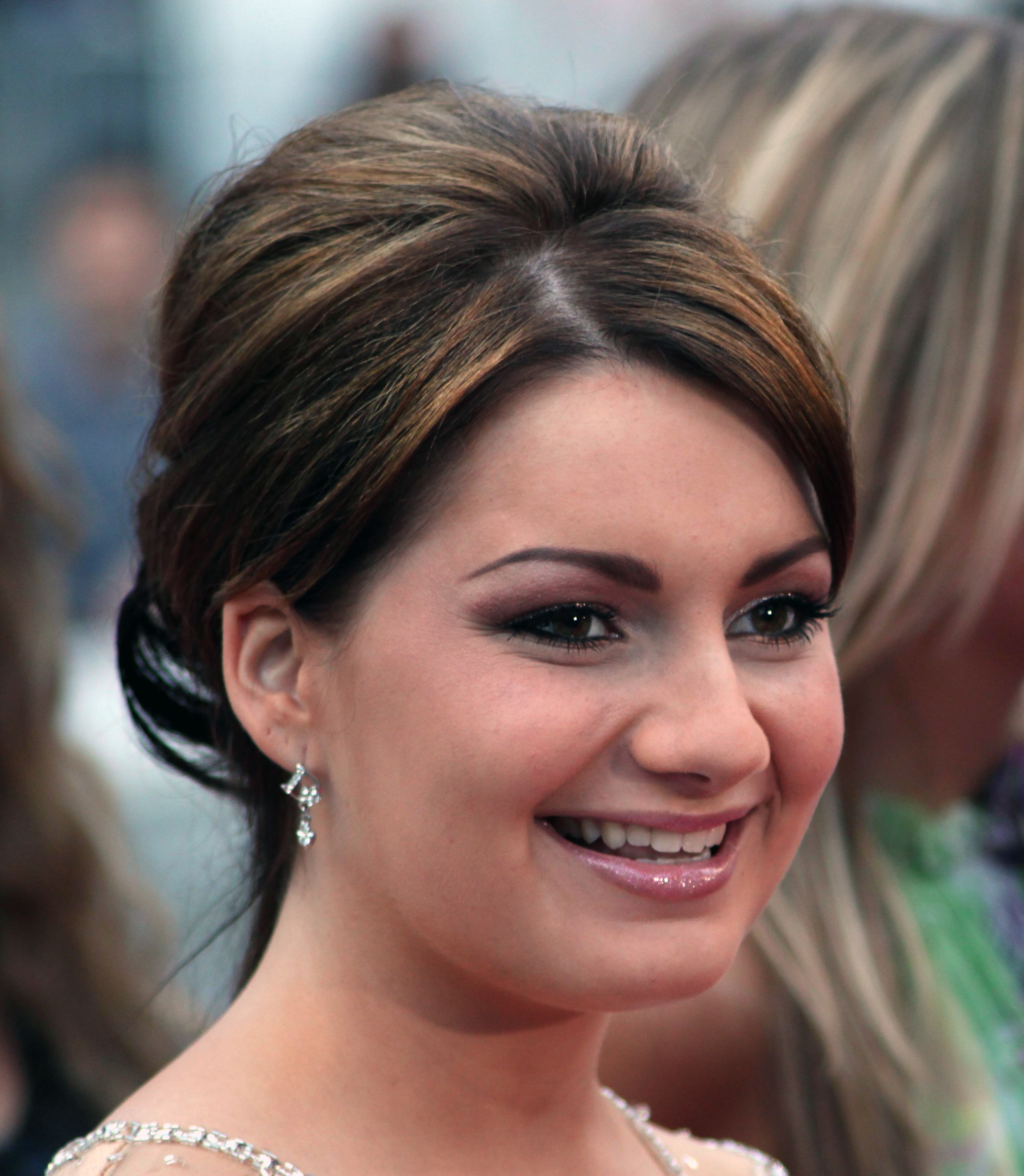
Sieneke in Oslo (2010)
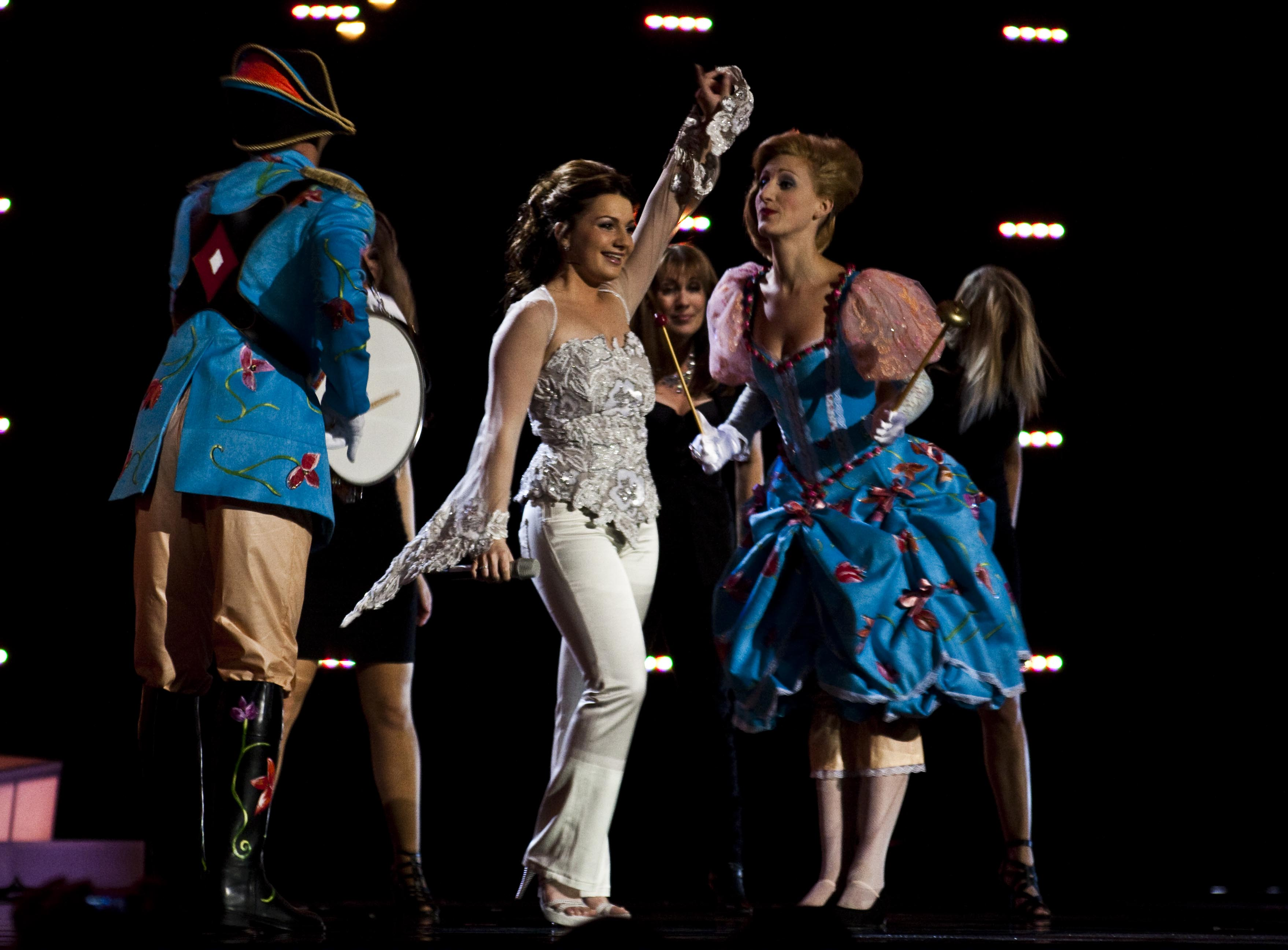
Sieneke op het Eurovisiesongfestival 2010
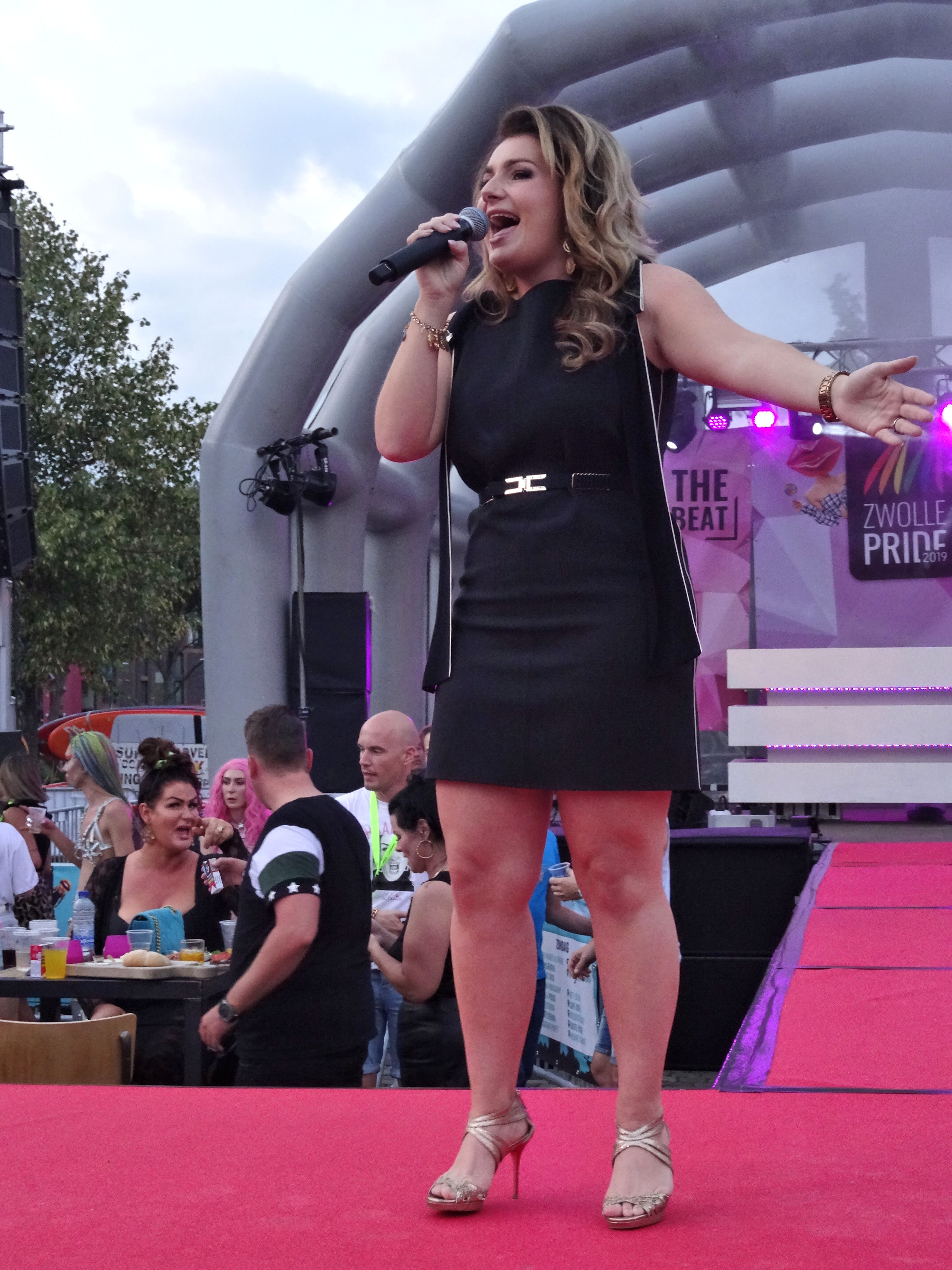
Sieneke bij Zwolle Pride 2019

## Discografie

### Albums
| Album met eventuele hitnotering(en) in de Nederlandse Album Top 100 | Datum van verschijnen | Datum van binnenkomst | Hoogste positie | Aantal weken | Opmerkingen                 |
| ------------------------------------------------------------------- | --------------------- | --------------------- | --------------- | ------------ | --------------------------- |
| It's my dream                                                       | 2007                  | -                     |                 |              | Uitgebracht in eigen beheer |
| Sieneke                                                             | 29-10-2010            | 06-11-2010            | 7               | 7            |                             |
| Eindeloos                                                           | 2012                  | 21-07-2012            | 9               | 12           |                             |

### Singles
| Single met eventuele hitnotering(en) in de Nederlandse Top 40 | Datum van verschijnen | Datum van binnenkomst | Hoogste positie | Aantal weken | Opmerkingen |
| ------------------------------------------------------------- | --------------------- | --------------------- | --------------- | ------------ | --- |
| Ik ben verliefd (Sha-la-lie)                                  | 12-02-2010            | 27-02-2010            | 12              | 5            | Nr. 1 in de Single Top 100 / Inzending Eurovisiesongfestival 2010                                                      |
| Blijf vannacht bij mij                                        | 23-09-2010            | -                     |                 |              | Nr. 11 in de Single Top 100                                                                                            |
| Doe dat nooit meer                                            | 06-01-2011            | -                     |                 |              | Nr. 17 in de Single Top 100                                                                                            |
| Vita bella                                                    | 06-04-2011            | -                     |                 |              | Nr. 40 in de Single Top 100                                                                                            |
| Onze kracht                                                   | 2011                  | -                     |                 |              | Als onderdeel van Hollandse Kerst Sterren / Benefietsingle voor "Doe een wens stichting" / Nr. 54 in de Single Top 100 |
| Hé lekker ding!                                               | 2012                  | -                     |                 |              | Nr. 20 in de Single Top 100                                                                                            |
| Dromen alleen maar dromen                                     | 2012                  | -                     |                 |              | Nr. 25 in de Single Top 100                                                                                            |
| Niemand heeft je ooit gezien                                  | 2014                  | -                     |                 |              | Nr. 65 in de Single Top 100                                                                                            |
| Ik heb van liefde mogen dromen                                | 21-05-2015            | -                     |                 |              | |
| Het gat van de deur                                           | 24-09-2015            | -                     |                 |              | |
| Lieg toch eens een beetje beter                               | 21-03-2016            | -                     |                 |              | |
| Vaya con Dios                                                 | 2022                  | 17-12-2022            | tip23           | -            | met Frans Bauer |